# Reino do Iêmen
O Reino Mutavaquilita do Iêmen foi um estado árabe independente que surgiu em 1918, após a derrota do Império Otomano na Primeira Guerra Mundial. Seu primeiro líder foi Imame Iáia ibne Huceine, que governou entre 1918 a 1948. O reino foi reconhecido pelo Império Britânico, como tal até 1925. Em 1926, o rei de Hejaz e Négede, Abdul Aziz ibn Sa'ud, invadiu o Iêmen, a fim de unir todos da Arábia sob seu domínio. Em 1927, após um tratado com a Grã-Bretanha, Négede retorna a autonomia do Iêmen. Em 1932, o Rei Saudita Ibn Saud, reconhece a independência do Iêmen, mas dois anos depois, surgem conflitos entre os dois reinos, na região de Asir. Na sequência de um acordo com a Inglaterra, o reino saudita anexou Asir. Em 1945, juntamente com Egito, Síria, Líbano, Jordânia e Arábia Saudita, o reino do Iêmen forma a Liga Árabe. Em 1947, ingressou na ONU, obtendo, assim, o pleno reconhecimento internacional.
A intenção de Iáia ibne Huceine era fazer com que a monarquia, que até então tinha sido eletiva, em hereditária, e institui como seu sucessor o seu filho Amade. A oposição da nobreza em 1948 conduz a uma tentativa de golpe de Estado em que o rei foi assassinado. Seu filho, Amade ibne Iáia reprime duramente a oposição. Amade iniciou uma política de confronto com a Grã-Bretanha, por causa de disputas sobre a posse de Adém, que ainda era uma colônia britânica. Em março de 1955, um golpe de Estado por um grupo de oficiais e dois dos irmãos de Amade brevemente depois o rei, mas foi rapidamente suprimido.
Imame Amade enfrentou crescentes pressões por apoiar os objetivos nacionalistas árabes do presidente egípcio Gamal Abdel Nasser e, em abril de 1956, assina um pacto de defesa mútua com o Egito. Assinou, também, uma união com o Egito e a Síria (então a República Árabe Unida), com o qual fez parte dos "Estados Árabes Unidos" entre 1958 e 1961. Mas foi dissolvido em setembro de 1961 e as relações entre a República Árabe Unida (Egito) e o Iêmen subsequentemente deterioraram.
O Rei Amade morreu em setembro de 1962. Ele foi sucedido por seu filho, Maomé Albadir, mas logo foi deposto por forças revolucionárias que tomaram o controle da capital e instalaram a República Árabe do Iêmen. Houve um conflito entre os vários países árabes como o Egito que apoiou a jovem república, enquanto a Jordânia e a Arábia Saudita que auxiliavam os realistas. O conflito (Guerra Civil do Iêmen do Norte) durou até 1967, com confrontos esporádicos, nesse ano as tropas egípcias foram retiradas do Iêmen. Em 1968, após um cerco final da capital por partidários da monarquia, finalmente chegou-se a uma reconciliação. A Arábia Saudita reconheceu oficialmente a República em 1970.

## Reis
| Nome              | Cargo | Período   |
| ----------------- | ----- | --------- |
| Iáia ibne Huceine | Rei   | 1918-1948 |
| Amade ibne Iáia   | Rei   | 1948-1962 |
| Maomé Albadir     | Rei   | 1962-1967 |